# Magno (Gardone Val Trompia)
Magno è una frazione di circa 1.440 abitanti di Gardone Val Trompia in provincia di Brescia, nella media Val Trompia. Fu comune autonomo, con il nome di Magno Sopra Inzino, fino al 1927, quando fu soppresso con regio decreto 27 ottobre 1927, n. 2081.
L'ex municipio di Magno era una casa situata lungo via San Martino nel centro del paese. Sulla facciata esterna del vecchio municipio si trova ancora la targa dedicata ai benefattori.

## Geografia fisica

### Territorio
La frazione di Magno si trova a circa 615 metri sul livello del mare. Il territorio di Magno è prevalentemente montuoso.

### Clima
Magno si trova in una posizione privilegiata nella valle: situato a 615 metri di altitudine, rivolto a est, è circondato da montagne che lo riparano sia dai venti freddi del nord che dalla calura estiva proveniente da ovest.

## Monumenti e luoghi d'interesse

### Architetture religiose
- Chiesa parrocchiale di San Martino;
- Chiesa Maria Madre della vita;
- Santuario di San Bartolomeo.

### Aree naturali
- Parco del Vento annesso alla scuola primaria "Don Milani" e alla scuola dell'infanzia "Gianburrasca";
- Parco AIDO "Monica Giovanelli" in via X Giornate;
- Parco "20 novembre 1989 - Convenzione ONU sui diritti dell'Infanzia" in via Padile.

## Cultura

### Musei
A Magno trova sede la Bottega delle incisioni Giovanelli dove è possibile osservare la decorazione delle armi con incisioni, vecchia ma ancora attuale tradizione della Val Trompia.